# Raymond Daudel
Raymond Daudel (París, 2 de febrer de 1920 – † Ivry-sur-Seine, 20 de juny de 2006) va ser un químic i físic quàntic francès, pioner, juntament amb Bernard Pullman, un dels pioners de la química quàntica a França.

## Biografia
El 1942 es va llicenciar en enginyeria a l'École supérieure de physique et de chimie industrielles de la ville de Paris (ESPCI). Després va esdevenir a l'Institut Curie assistent de Irène Joliot-Curie, que en aquell temps era professora de Química a La Sorbona, i Antoine Lacassagne, professor de medicina al Collège de France, conegut per descobrir els efectes carcinogènics de les hormones femenines. Aquests dos supervisors eren codirectors de l'Institut del Radi (actualment part del Institut Curie). El 1944, treballava amb Joliot-Curie i Lacassagne en la recerca sobre l'aplicació d'elements de radi per al tractament de tumors malignes, Raymond Daudel va presentar la tesi doctoral en ciències sobre la separació d'isòtops químics d'elements radioactius mitjançant bombardeig de neutrons.
El mateix any va fundar el Centre de Química Teòrica de França (CCTF) per tal de fomentar la investigació científica sobre les aplicacions de la mecànica ondulatòria en la química i en la medicina, amb el suport dels principals científics (Irène Joliot-Curie, Antoine Lacassagne i Louis de Broglie, premi Nobel del 1929 pel descobriment de les ones de matèria).
El 1945 va introduir, amb la fisicoquímica francesa Alberte Pullman, la noció d'índex de valència lliure, que estableix la relació entre la densitat dels electrons al voltant dels nuclis i la vida mitjana dels radionúclids i de radioisòtops.
El 1954, el CCTF va canviar de nom i esdevenir l'Institut de Mécanique Ondulatoire Appliquée à la Chimie et à la Radioactivité, sota el patrocini del Centre Nacional de la Recerca Científica (CNRS), que el 1957, va passar a denominar-se Centre de Mecànica Ondulatòria Aplicada (CMOA) amb Louis de Broglie com a president. El 1962 el CMOA va transferir la seva seu prop de l'Institut Blaise-Pascal. En aquesta institució Daudel, Roland Lefebvre i Carl Moser van escriure el primer llibre de text en química quàntica: Quantum Chemistry: Methods and Applications, molt usat a les universitats americanes.
Raymond Daudel era cavaller de la Legió d'Honor i oficial de l'Orde Nacional del Mèrit de França. Va esdevenir president de l'Acadèmia Europea de les Ciències i les Arts i president honorari de l'Acadèmia internacional de ciència quàntica molecular establerta a Menton (França) on, el 1973, va organitzar el primer congrés internacional de química quàntica.
L'any 1984 va ser investit Doctor Honoris Causa per la Universitat Autònoma de Barcelona.

## Contribucions
Les seves principals contribucions es relacionen amb la naturalesa de l'enllaç químic i la desintegració de certs nuclis radioactius. El 1945 introdueix, juntament amb la química i física francesa Alberte Pullman, la noció d'índex de valència lliure. També estableix la relació entre la densitat dels electrons al voltant dels nuclis i la vida mitjana dels radionúclids i de radioisòtops.
Daudel també va a apropar la física al camp de la medicina en contribuir a l'anàlisi dels mecanismes de la carcinogènesi, així com en el desenvolupament d'algunes aplicacions de la medicina nuclear (incloent la radioteràpia) que actualment s'utilitzen en el tractament de certs càncers.

## Obres originals en francès i anglès
- 1943 - amb Robert Potier: La chimie théorique et ses rapports avec la théorie corpusculaire moderne, París: Hermann et Cie
- 1946 - amb Pascaline Daudel: Atomes, molécules et lumière, París: La Jeune Parque
- 1947 - Altérations des périodes radioactives sous l'influence des méthodes chimiques, Rev. Sci. 85, 162
- 1952 - Relation entre les propriétés radioactives des noyaux et la structure chimique des molécules qui les renferment, J. Physique 13, 557-562
- 1954 - amb S. Odiot: Relation entre le volume occupé en moyenne par un électron dans le cortège d'un atome et le potentiel électrique moyen régnant dans ce domaine, Compt. Rend. Acad. Sci. 238, 1384-1386
- 1956 - Les Fondements de la Chemie Theórique, París: Gauthier-Villars
- 1966 - amb Pascaline Daudel: Chemical Carcinogenesis and Molecular Biology, Nova York: Interscience Publishers
- 1966 - Electronic structure of molecules; diatomic molecules, small molecules, saturated hydrocarbons, conjugated molecules, moleculesof biochemical interest, Oxford, Nova York: Pergamon Press
- 1967 - Theorie Quantique de la Réactivité Chimique, París: Gauthier-Villars
- 1967 - amb Lefebvre, R., Moser, C.:Quantum Chemistry: Methods and Applications, International Arts and Science Press
- 1973 - Le Chemie Quantique, París: Broché
- 1973 - Quantum Theory of Chemical Reactivity, Springer
- 1974 - Quantum Theory of the Chemical Bond, Springer
- 1975 - amb Chalvet, Odilon; Diner, Simon; Malrieu, Jean Paul: Atoms and Molecules in the Ground State, Berlin: Springer
- 1978 - Localization and Delocalization in Quantum Chemistry, Springer, Berlin
- 1981 - Vision moléculaire du Monde, Hachette
- 1983 - amb G. Leroy, D. Peeters, M. Sana: Quantum chemistry, Wiley
- 1992 - L'Empire des Molécules, Hachette
- 1994 - amb Luc Montagnier: Le SIDA (AIDS), Flammarion